# The Ledge
The Ledge (Brasil: A Tentação ) é um filme estadunidense de drama e suspense de 2011 escrito e dirigido por Matthew Chapman, estrelado por Charlie Hunnam, Terrence Howard, Liv Tyler, Christopher Gorham e Patrick Wilson.

## Enredo
O detetive Hollis Lucetti (Terrence Howard) recebe de um médico a notícia de que ele foi estéril sua vida inteira. Ao chegar em casa, ele questiona sua esposa sobre quem é o pai de seus filhos.
A história muda para Gavin Nichols (Charlie Hunnam), ateu, de pé em um parapeito prestes a saltar para a morte. Uma pequena multidão se formou abaixo de Gavin, e Hollis responde à emergência. No começo, parece uma tentativa regular de suicídio. É rapidamente revelado ser mais complexo do que isso, assim que Gavin explica a Hollis que ele não tem outra escolha além de saltar, ou outra pessoa morrerá.
Em flashback, a  história descreve o triângulo amoroso entre Gavin, Shana (Liv Tyler) e Joe (Patrick Wilson). Shana é a nova garota do hotel onde Gavin trabalha. Ela mora com o marido Joe em um apartamento abaixo do corredor do apartamento de Gavin. Joe é um fundamentalista cristão que infantiliza Shana. Durante uma visita, uma noite, Gavin e Joe discutem sobre religião. Gavin critica o sistema de crença do novo nascimento, ressaltando que a maioria das pessoas na Terra iria ao inferno, até mesmo os católicos, se a fé de Joe fosse correta. Gavin ressalta que uma criança chinesa que morre em um acidente de trânsito talvez nunca mais conheça Jesus e, portanto, não tem chance de nascer de novo. A resposta de Joe é que esse exemplo não é prova da injustiça de Deus, mas sim a razão pela qual os cristãos são chamados ao proselitismo. A discussão fica acalorada e termina quando Shana pede que Gavin vá embora.
No trabalho, Shana nota Gavin consolando um de seus funcionários aflito com uma conversa sobre Deus. Ele faz um ato genuíno como um crente que ajuda a acalmar o funcionário. Um dia, durante uma caminhada com Gavin, a moça confessa a ele que era viciada em drogas e se prostituía. Em uma noite, fez sexo com um cliente em igrejas vazias e gostou. Após ser bastante violentada pelo cliente, foi encontrada por Joe num templo. Joe ajudou-a a mudar de vida, e ela tem uma enorme dívida de gratidão com ele. Ela diz a Gavin que Joe quer que eles se mudem para Uganda para espalhar a Palavra de Deus.
Gavin e Shana passam mais tempo juntos e, eventualmente, começam um caso. Joe rapidamente deduz o que está acontecendo e comprova suas suspeitas. Ele confronta Gavin enquanto este está indo para o trabalho e insiste que os dois tenham uma conversa. Em seu apartamento, Joe diz a Gavin que ele tinha anteriormente uma esposa e dois filhos, mas os abandonava à noite para conseguir drogas, prostitutas e fazer todo tipo de coisas depravadas. Ele perdeu sua família e se tornou alcoólatra quando nasceu de novo. Ele acredita que, depois de tudo que havia passado, Deus lhe deu Shana para cuidar dele. Com uma arma na mão, Joe cita o Salmo 23 a Gavin e o obriga a ler Levítico 20:10, "Se um homem comete adultério com a esposa de outro homem, com a esposa do seu vizinho - tanto o adúltero quanto o adúltera devem ser mortos ".
Gavin contesta com a história da adúltera de João 8, a qual Jesus salva ordenando que apenas aqueles que nunca cometeram pecados a apedrejem. Joe concorda que que Gavin tem razão, mas ele pergunta se Gavin tem a convicção de morrer por suas crenças. No dia seguinte, quando Shana deve deixar Joe, Gavin está esperando que ela ligue, mas Joe liga para Gavin e exige que este vá para o topo de um prédio. Joe decidiu que era mais "aquele tipo de cara do Antigo Testamento", mas em vez de matar tanto Gavin quanto Shana, apenas um deles tem que morrer. Joe está com uma arma apontada para Shana e a matará ao meio-dia se Gavin não pular do prédio.
Lucetti fica cada vez mais desesperado para salvar Gavin. Ele conta mais sobre sua história, explicando que sua esposa cometeu adultério por amor por medo de perder o marido. Ela queria que seus filhos parecessem o mais possível com Lucetti. Então, ela dormiu com o irmão mais novo dele. Gavin repreende Lucetti por se concentrar demais na dor da traição de sua esposa em vez do amor que a motivou. Ele pede a Lucetti para dizer a Shana que ele a ama antes de saltar do prédio. A polícia encontra Joe e Shana em um quarto de hotel com visão direta do suicídio de Gavin. Joe é preso. Lucetti retorna para casa e encontra sua esposa e filhos, aparentemente determinado a se reconciliar.

## Elenco
| Ator / Atriz       | Personagem     |
| ------------------ | -------------- |
| Charlie Hunnam     | Gavin Nichols  |
| Patrick Wilson     | Joe            |
| Liv Tyler          | Shana          |
| Terrence Howard    | Hollis Lucetti |
| Christopher Gorham | Chris          |

## Produção
Chapman, um ateu que se identifica como parente distante de Charles Darwin, escreveu o personagem Gavin Nichols para ser o primeiro herói abertamente ateu em uma história sobre conflito religioso. De acordo com Chapman, é "o primeiro longa-metragem pró-ateísta lançado na América". Seu objetivo era "colocar um trabalho que traz os argumentos intelectuais básicos para o ateísmo, mas também traz um poderoso argumento emocional contra a crueldade de um tipo religioso" e as "formas pelas quais as pessoas sofrem como resultado disso".
Chapman conseguiu recrutar seus atores desejados começando com Hunnam e o filme foi gravado em Baton Rouge, Louisiana, em março de 2010.

## Lançamento e recepção
O filme estreou no U.S. Dramatic Competition no Festival Sundance de Cinema em janeiro de 2011. Pouco depois de sua estreia, a IFC pagou um pouco mais de US $ 1 milhão para ganhar os direitos domésticos do filme sobre outros três concorrentes.
The Ledge estava disponível principalmente no canal On Demand da IFC, pois recebeu um lançamento muito limitado em apenas duas salas de cinema (fazendo US $ 9,216). O filme fez US $ 601.770 de bilheteria mundial. Após seu lançamento, o filme foi atacado por Bill Donahue da Liga Católica, a quem Chapman respondeu diretamente.